# Alessandro Algardi

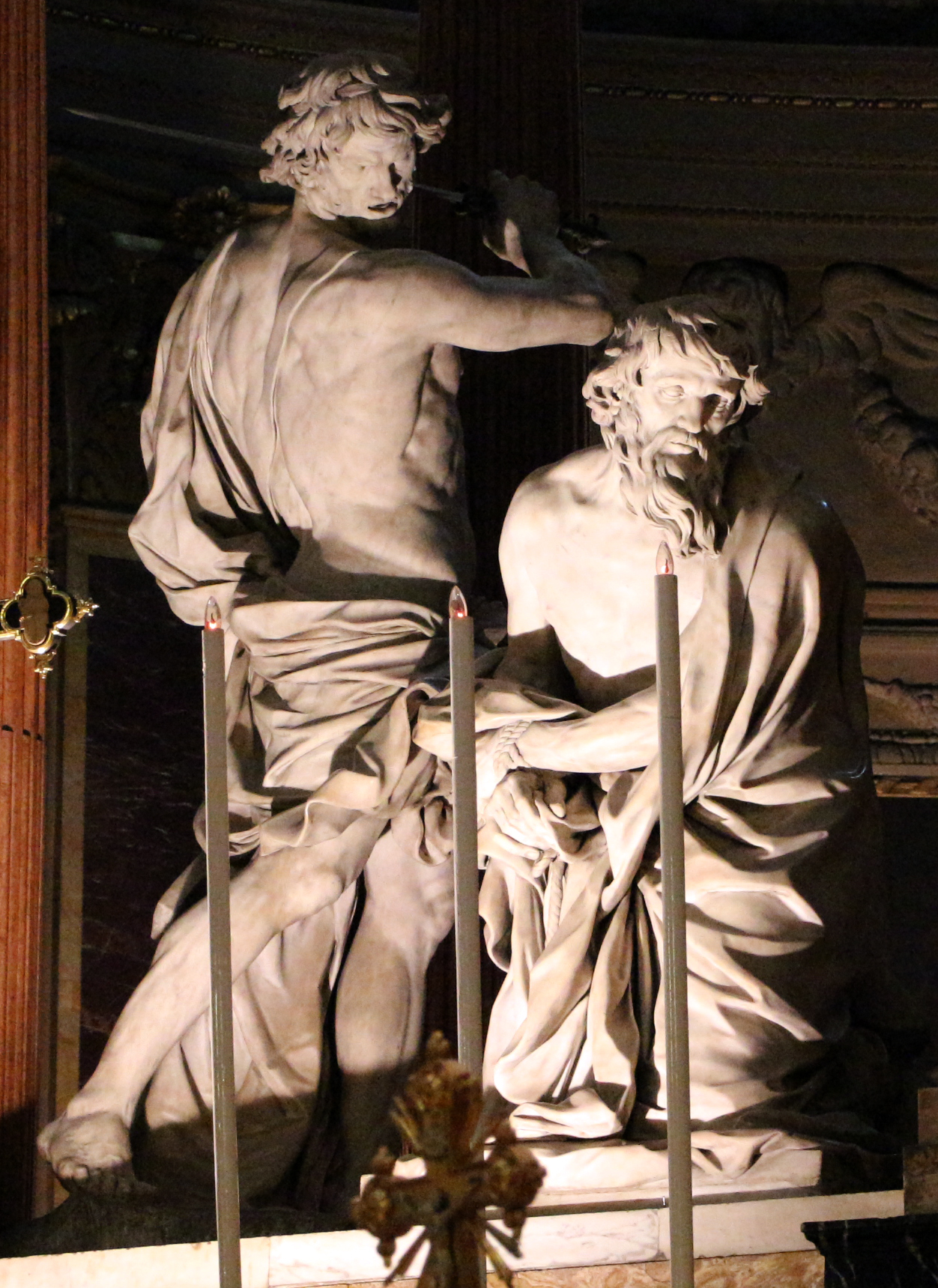
Alessandro Algardi, Decollazione di San Paolo, 1638-1643. Chiesa di San Paolo Maggiore, Bologna.

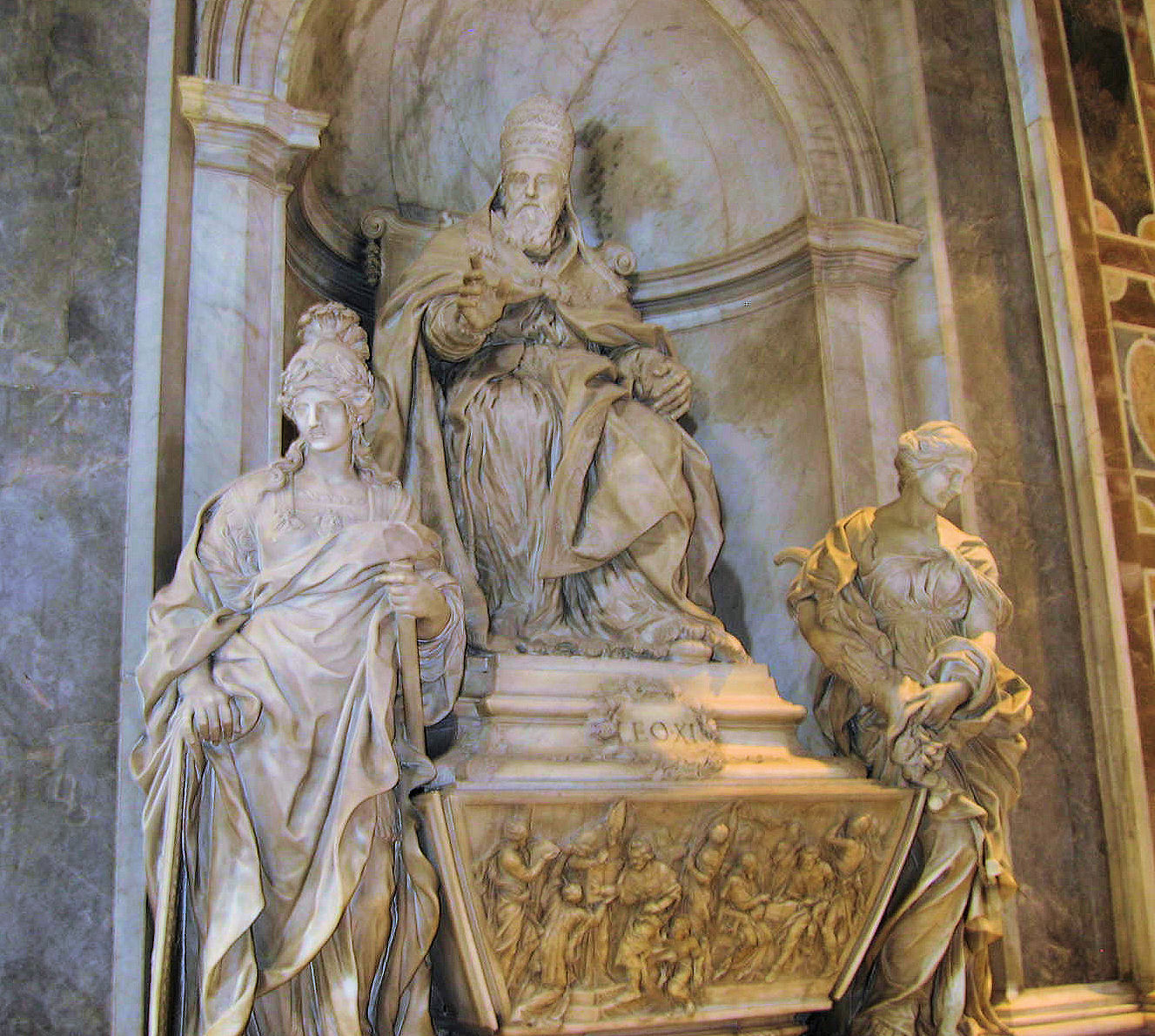
Tomba di Leone XI, marmo, 1644. San Pietro, Roma.

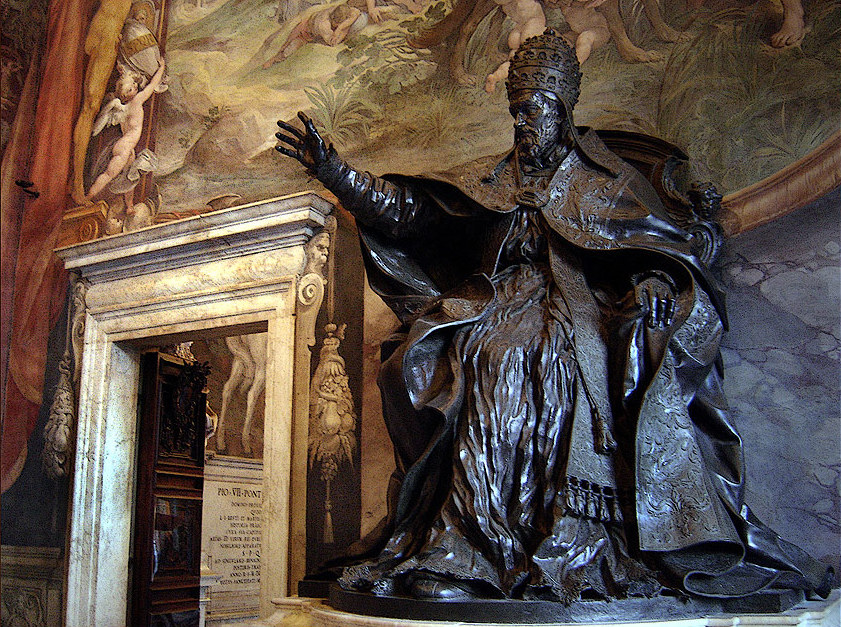
Innocenzo X, bronzo, 1649-1650. Musei Capitolini, Roma.

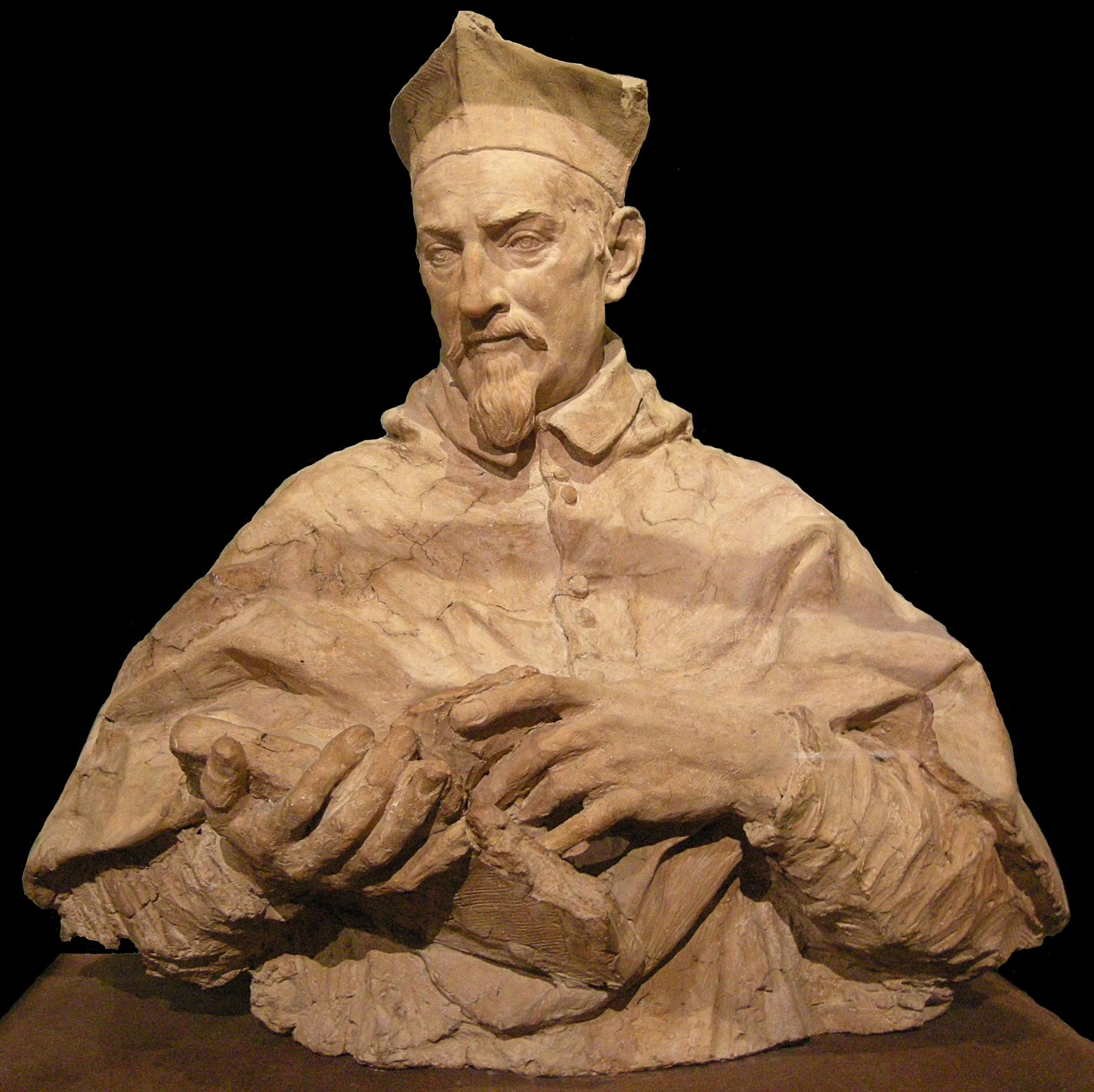
Cardinale Paolo Emilio Zacchia,
terracotta, 1650 ca. Victoria and Albert Museum, Londra.

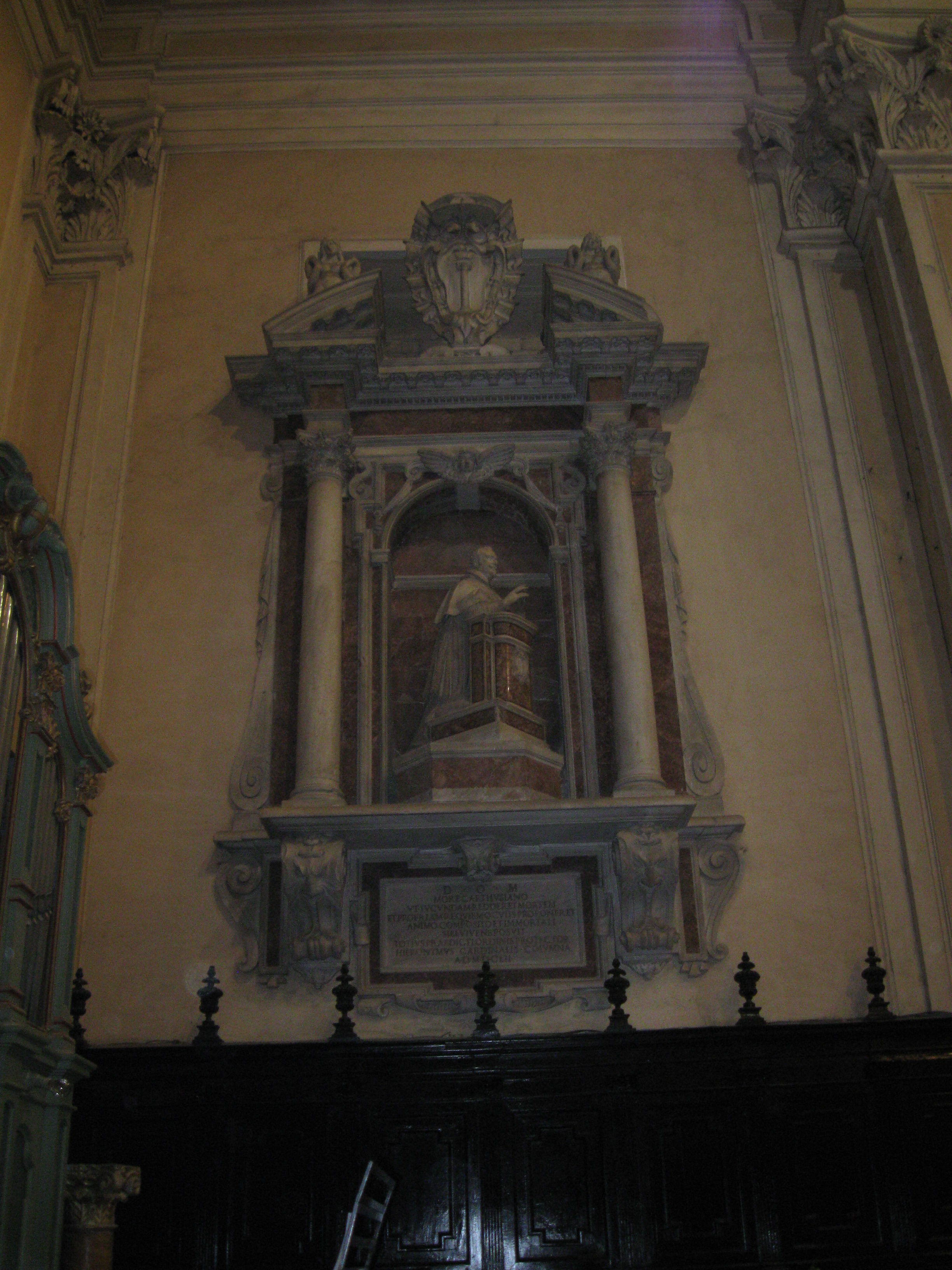
Monumento a Girolamo Colonna, 1640-1655. Basilica di San Barnaba, Marino (RM).

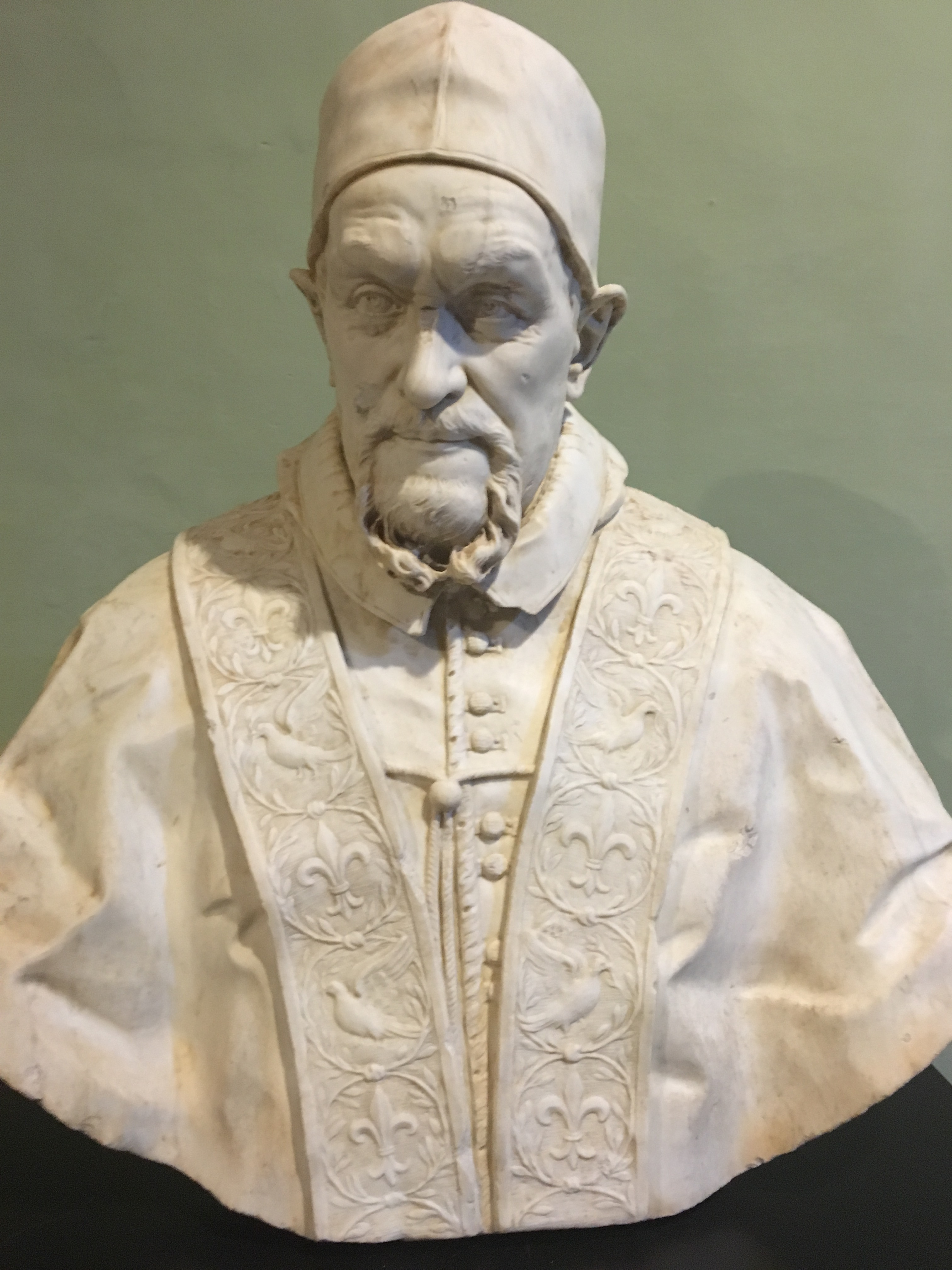
Busto marmoreo di Innocenzo X Pamphilij, marmo, 1650 circa. Museo della Città, Acquapendente (VT).

Alessandro Algardi (Bologna, 27 novembre 1598 – Roma, 10 giugno 1654) è stato uno scultore italiano.

## Biografia
Formatosi presso l'Accademia di Ludovico Carracci a Bologna, fu scultore e inizialmente orafo a Mantova, chiamatovi dal duca Ferdinando Gonzaga (1587-1626). Nella città gonzaghesca soggiornò e operò dal 1620 al 1624. Nel 1625 si trasferì a Roma e qui si occupò del restauro e della misurazione di statue antiche, su incarico del cardinale Ludovico Ludovisi. In questo modo poté approfondire la conoscenza del patrimonio classico, subendone gli influssi a livello figurativo. Nelle prime opere che realizzò durante questo periodo, come le statue di San Giovanni Evangelista e di Santa Maria Maddalena per la Cappella Bandini in San Silvestro al Quirinale (1628-1629), si riscontrano influssi berniniani che avvicinano l'Algardi alla corrente del classicismo, particolarmente diffusa nella Roma di quegli anni, ravvisabile nelle opere di Nicolas Poussin, Spierincks, Andrea Sacchi, François Duquesnoy e del Domenichino.
Fu nominato principe dell'Accademia di San Luca nel 1640.
Fra le opere più interessanti dell'Algardi si possono indicare la statua in bronzo di Innocenzo X eseguita fra il 1649 e il 1650 (Palazzo dei Conservatori), la pala con L'incontro di papa Leone I e Attila (1646-53), la monumentale statua di San Filippo Neri in estasi (1635-1640) e la Tomba di Leone XI (1634-44), entrambi in San Pietro. Algardi evitò l'uso di marmi policromi, adottando invece il marmo bianco di Carrara.
Nella sua città natale, Bologna, rimane assai poco dell'Algardi, dal momento che egli l'abbandonò in età molto giovane. In pratica vi sono due statue in gesso (materiale meno nobile del marmo, di cui la città felsinea è priva), le prime che si conoscano di sua mano, nell'Oratorio di Santa Maria della Vita. Un'altra opera, di pregevolissima fattura, è invece il gruppo scultoreo della Decollazione di San Paolo nella chiesa di San Paolo Maggiore. Questo gruppo scultoreo ha una storia curiosa che merita di essere raccontata. Commissionata all'artista ormai maturo dal Cardinale Bernardino Spada di Bologna, figlio di Paolo che con un lascito testamentario permise l'edificazione della cappella, venne realizzata nella città pontificia (Algardi non tornò mai a Bologna dopo essersi trasferito a Roma) e spedita via mare. Dal litorale romano la nave raggiunse la Sicilia, poi risalì l'Adriatico, diretta a Venezia, da dove sarebbe stata trasportata a Bologna attraverso canali navigabili. Se non che, nell'Adriatico, la nave venne razziata dai pirati, che pretesero un ingente riscatto per la sua restituzione. Non è chiaro chi abbia pagato il riscatto ma di certo la statua venne restituita e, pur con un certo ritardo, giunse sana e salva sull'altare maggiore della chiesa di San Paolo Maggiore.
Algardi fu inoltre un apprezzato ritrattista, capace di unire il fine realismo della scuola bolognese ad una nobile compostezza. A questo proposito si possono citare diversi ritratti, fra cui Garzia Mellini in Santa Maria del Popolo, il Busto del Cardinale Laudivio Zacchia (1626?) nel Museo di Berlino, Roberto Frangipane in San Marcello al Corso ed Olimpia Pamphili nella Galleria Doria Pamphilj. Nella produzione scultorea (come ritrattista) si ricordano le versioni del busto di papa Innocenzo X Pamphilij, oggi conservate a Palazzo Venezia e quella eseguita come sopra-porta per la cattedrale della Madonna del Fiore di Acquapendente (oggi a Palazzo Vescovile presso il Museo della Città). Quest'ultima, interessata da un'esplosione durante la Seconda Guerra mondiale (avvenuta nella piazza antistante la cattedrale), fu restaurata nel 2015 dall'Università della Tuscia.
Camillo Mazza fu uno dei suoi allievi.
Alla sua morte improvvisa, prescrisse di essere sepolto nella chiesa nazionale dei bolognesi a Roma, ma senza particolare fasto né indicazioni di monumenti. Il suo biografo e amico Bellori però scrisse che gli era stato innalzato un degno monumento funebre, forse per stimolare la cerchia di conoscitori ed amici dello scultore a darsi da fare per questo fine. Ne derivò invece un equivoco di secoli, che indusse tutti gli storiografi successivi ad accordarsi alle parole di Bellori, al punto da dare per disperso un monumento che non era mai stato realizzato.